# Rio Verde (Iguaçu)
Der Rio Verde ist ein etwa 42 km langer rechter Nebenfluss des Rio Iguaçu im Südosten des brasilianischen Bundesstaats Paraná.

## Etymologie
Rio Verde bedeutet auf Deutsch Grüner Fluss.

## Geografie

### Lage
Das Einzugsgebiet des Rio Verde befindet sich auf dem Primeiro Planalto Paranaense (Erste oder Curitiba-Hochebene von Paraná).

### Verlauf
Sein Quellgebiet liegt im Norden des Munizips Campo Largo im Distrikt Colônia Dom Pedro nahe der Grenze zum Munizip Campo Magro auf 926 m Meereshöhe.
Der Fluss verläuft in südwestlicher Richtung. Er fließt etwa 8 km östlich am Hauptort vorbei. Südlich des Hauptorts, ab der Munizipgrenze zu Araucária, wird er zum Rio-Verde-Stausee aufgestaut, der etwa 10 km lang ist. Bis zu dessen Staumauer ist er vom staatlichen Umweltschutzgebiet Rio Verde (APA Estadual do Rio Verde) umgeben. Ungefähr 10 km südwestlich der Staumauer erreicht er die Grenze zwischen Balsa Nova und Araucária, die er bis zu seiner Mündung markiert. Er mündet auf 864 m Höhe von rechts in den Rio Iguaçu. Er ist etwa 42 km lang.

### Munizipien im Einzugsgebiet
Am Rio Verde liegen die drei Munizipien Campo Largo, Balsa Nova und Araucária.